# Le Coudray-Montceaux
Le Coudray-Montceaux är en kommun i departementet Essonne i regionen Île-de-France i norra Frankrike. Kommunen ligger i kantonen Mennecy som tillhör arrondissementet Évry. År 2022 hade Le Coudray-Montceaux 4 738 invånare.

## Befolkningsutveckling
Antalet invånare i kommunen Le Coudray-Montceaux
| Referens: INSEE |